# Ирменгарда де Бомон
Ирменгарда де Бомон (около 1170 — 11 февраля 1234, Шотландия) — королева Шотландии, супруга короля Шотландии Вильгельма I.

## Происхождение
Ирменгарда родилась около 1170 года у виконта Ричарда I де Бомон-о-Мэн (ум. после 1199) и его супруги Люси де л’Эгль (ум. до 1177). Её бабушкой по отцовской линии была Констанция Фиц-Рой, внебрачная дочь короля Англии Генриха I Боклерка.

## Биография
5 сентября 1186 года Ирменгарда вышла замуж за короля Шотландии Вильгельма I в королевской часовне Вудстокского дворца около Оксфорда. Церемонию провёл архиепископ Кентерберийский Болдуин Фордский. Брак был организован королём Англии Генрихом II, который в то время был признан правителем Шотландии: Вильгельм считал, что её статус ниже его, но согласился после того, как Генрих предложил оплатить свадьбу, землю за 100 мерков, выплатить жалования сорока рыцарям, а также вернуть утраченные им замки, одним из которых был Эдинбург.
Летописец Уолтер Боуэр описал Ирменгарду как «необычную женщину, наделённую очаровательным и остроумным красноречием». Хотя у Вильгельма было много любовниц до брака, он никогда не изменял жене после свадьбы. Родственники Ирменгарды извлекли выгоду из её статуса королевы. Она председательствовала вместе с епископом Сент-Эндрюса на сложных судебных заседаниях. В 1207 году каноник пожаловался на то, что королевский капеллан получил епископство в Глазго, подкупив короля и королеву. Королеве Ирменгарде приписывают посредничество при пересмотре договора 1209 года, вероятно, из-за недееспособности её мужа. Из-за болезни Вильгельма она приняла на себя некоторые из его обязанностей в последние годы перед его смертью, и есть доказательства, что она обладала значительным влиянием в государственных делах. В 1212 году она сопровождала Вильгельма со своими детьми к королю Англии Иоанну, чтобы обеспечить назначить их сына Александра наследником. Когда её муж умер в 1214 году Ирменгарда обезумела от горя и впала в апатию.
Как вдовствующая королева, она посвятила себя основанию цистерцианского аббатства в Балмерино в Файфе. Строительство было завершено в 1229 году, и она часто посещала его со своим сыном Александром. Она подолгу жила в аббатстве.
Ирменгарда умерла 11 февраля 1233 года и была похоронена в основанном ею монастыре.

## Дети
У Вильгельма I и Ирменгарды де Бомон было четверо детей:
1. Маргарита (1193—1259), замужем за Хьюбертом де Бургом, 1-м графом Кента;
2. Изабелла (1195—1253), замужем за Роджером Биго, 4-м графом Норфолка;
3. Александр (1198—1249), который наследовал отцу и был королём Шотландии в 1214—1249;
4. Марджори (1200—1244), замужем за Гилбертом Маршалом, 4-м графом Пембрука.